# Conor McLaughlin
Conor Gerard McLaughlin (Belfast, 1991. július 26. –) északír válogatott labdarúgó, a Fleetwood Town játékosa.
Az Északír válogatott tagjaként részt vett a 2016-os Európa-bajnokságon.